# Krummin
Krummin er en by og kommune i det nordøstlige Tyskland, beliggende i Amt Am Peenestrom i Landkreis Vorpommern-Greifswald. Landkreis Vorpommern-Greifswald ligger i delstaten Mecklenburg-Vorpommern. Indtil 1. januar 2005 var Krummin en del af Amt Wolgast-Land.

## Geografi
Krummin er beliggende ca. fem kilometer øst for Wolgast og tre kilometer vest for Zinnowitz. Omkring to kilometer nord for kommunen går Bundesstraße B 111, og mod syd løber Peenestrom. Krummin ligger i naturparken Insel Usedom. I kommunen findes ud over Krummin, bebyggelserne Neeberg og Gnecov.

## Eksterne kilder og henvisninger
- Wikimedia Commons har flere filer relateret til Krummin
- Byens side Arkiveret 2. februar 2017 hos  Wayback Machine på amtets websted
- Statistik Arkiveret 2. februar 2017 hos  Wayback Machine
- Naturpark Insel Usedom
- Heinrich Berghaus: Landbuch des Herzogtums Pommern und des Fürstentums Rügen. Teil II, Band 1, Anklam 1865, S. 483–487 (Online)